# John Rooney (Fußballspieler)
John Richard Rooney (* 17. Dezember 1990 in Liverpool) ist ein englischer Fußballspieler. 

## Leben
Rooney wuchs in Croxteth, einem Vorort von Liverpool, auf. Seine Eltern sind Thomas Wayne und Jeanette Marie Rooney. Er hat noch zwei ältere Brüder, Graeme und Wayne, 120-facher englischer Fußballnationalspieler, und eine Schwester (* 1986). John Rooney ist irischer Abstammung und erklärte 2008 für die Irische Nationalmannschaft spielen zu wollen.

## Karriere

### Jugend
Er spielte von 1996 bis 2002 für die Jugendmannschaften des FC Everton. 2002 wechselte er zu Macclesfield Town, bei denen er am 14. Juli 2008 auch seinen ersten Profivertrag unterschrieb.

### Profi

#### Macclesfield Town
John Rooney gab sein Debüt in der ersten Mannschaft von Macclesfield Town schon am 24. März 2008, vier Monate vor seiner eigentlichen Vertragsunterzeichnung. Am 28. März 2009, erzielte er das erste Tor in seiner Karriere, gegen Dagenham & Redbridge.
Zum Ende der Saison 2009/2010 lief sein Vertrag mit Macclesfield aus. Im Februar 2010 absolvierte er ein Probetraining bei Derby County. Der Trainer Nigel Clough befand seine Trainingsleistung für okay, wollte aber noch ein zweites Probetraining abwarten.
Am Ende der Saison wurde Rooneys Vertrag bei Macclesfield Town nicht weiter verlängert und er spielte bei Huddersfield Town vor. Ein möglicher Transfer zu Derby County hatte sich mittlerweile zerschlagen. Für Huddersfield stand er bei einigen Vorbereitungsspielen auf dem Platz. Rooney wurde jedoch kein Vertrag angeboten.

#### New York Red Bulls
Im Herbst 2010 trainierte Rooney bei der US-amerikanischen Mannschaft Seattle Sounders FC zur Probe mit. Durch dieses Probetraining konnte er sich einen Platz für den nächsten MLS Draft sichern. Die Sounders selbst hatten keine Option Rooney zu verpflichten. Eine Woche später trainierte er noch bei den Portland Timbers mit.
Am 28. Dezember 2010 unterzeichnete Rooney einen Vertrag mit der Major League Soccer und spielte im Januar 2011 bei der MLS Combine in Florida mit, um sich für einen der 18 MLS Klubs empfehlen zu können. Am 13. Januar wurde er von den New York Red Bulls in der zweiten Runde des MLS SuperDraft ausgewählt.